# Исаев, Сергей Иванович (физик)
Сергей Иванович Исаев (1906—1986) — советский учёный-геофизик, кандидат физико-математических наук (1954).
Крупный специалист в области изучения полярных сияний и магнитного поля Земли. Автор более шестидесяти научных работ, в том числе нескольких монографий, научный редактор многих сборников и книг, посвященных исследованиям полярных сияний и магнитосферы Земли.

## Биография
Родился 20 сентября 1906 года в Смоленске.
В 1930 году окончил Смоленский государственный университет.
С 1931 по 1941 год работал в Главной геофизической обсерватории, дважды надолго выезжал на работу в Арктику. В 1932—1933 годах участвовал в проведении второго Международного полярного года, зимовал в обсерватории на Маточкином Шаре (Новая Земля), где принимал участие в осуществлении программы «Генеральная магнитная съемка СССР». Вернувшись с зимовки, работал в Арктическом институте, затем — в Институте земного магнетизма, ионосферы и распространения радиоволн Академии наук СССР (ИЗМИРАН). В 1940 году был награждён знаком «Почётному полярнику».
Участник Великой Отечественной войны с июля 1941 года. Служил в 609-м стрелковом полку 139-й стрелковой дивизии на Западном и 2-м Белорусском фронтах, а также в 204-м стрелковом полку 10-й стрелковой дивизии на Ленинградском фронте. Член ВКП(б)/КПСС с 1942 года. Из армии был демобилизован 14 марта 1946 года.
Вернувшись с войны, продолжил работу в ИЗМИРАН, успешно защитил кандидатскую диссертацию. В 1952 году было организовано отделение ИЗМИРАН в Мурманске, и Сергей Иванович стал его первым директором. С целью объединения и координации геофизических наблюдений, в 1960 году в составе Кольского филиала АН СССР был создан Полярный геофизический институт (ПГИ). Его организатором и первым директором стал С. И. Исаев, проработав в этой должности по 1976 год.
С. И Исаев неоднократно избирался на руководящие посты советских и международных геофизических организаций. Был членом Международного астрономического союза и Международного союза геодезии и геофизики, членом Общества по распространению политехнических и научных знаний и общества «Знание».
Был награждён двумя орденами Ленина (1942, 1974), орденами Красного Знамени (1944) и Отечественной войны обеих степеней (1944, 1945), а также медалями, в числе которых «За оборону Ленинграда».
Умер 12 мая 1986 года.